# 판타스틱 4 (2015년 영화)
판타스틱 4(영어: Fantastic Four)는 2015년 개봉한 미국의 영화이다. 마블 코믹스의 동명의 슈퍼히어로 만화를 원작으로 하였으며, 이전에 개봉했던 《판타스틱 4》(2005)와 그 속편 《판타스틱 4: 실버 서퍼의 위협》(2007)의 리부트 작품이다. 《크로니클》(2012)을 감독했던 조시 트랭크가 감독하고, 사이먼 킨버그와 제러미 슬레이터가 각본을 썼다. 마일스 텔러, 케이트 마라, 마이클 B. 조던, 제이미 벨, 토비 케벨이 주연을 맡았다.
2014년 8월 초 촬영을 완료하였다. 촬영은 루이지애나주 배턴루지에서 진행되었다.
2015년 1월 27일 공식 티저 영상이 공개되었다.
한국 발매의 경우 프로모션 캠페인의 일환으로 한국 래퍼 RM(BTS 멤버)과 미국 가수 맨디 밴트리스(Mandy Ventrice)가 해석한 Fantastic이라는 노래가 발표되었다.

## 줄거리
'판타스틱 4'는 유능한 친구들을 모아 우주를 향해 나서는 과학자들의 이야기이다.
친구들과 함께 비밀 프로젝트에 참여하는 한, 그들은 실험 중 예상치 못한 사고로 신변이 변하고 초인적인 힘을 얻게 된다. 이번 사건으로 인해 자신들도 희생당한 친구들을 되찾기 위해 용기를 내어 새로운 위협에 맞서 싸우게 된다.
그들은 이제 '판타스틱 4'라는 이름으로 활약하며 우주를 지키고, 세상을 구하기 위한 여정을 시작한다.

## 출연진
- 마일스 텔러 - 리드 리처즈 / 미스터 판타스틱 역
- 케이트 마라 - 수전 스톰 / 인비지블 우먼 역
- 마이클 B. 조던 - 조니 스톰 / 휴먼 토치 역
- 제이미 벨 - 벤 그림 / 싱 역
- 토비 케벨 - 빅토르 도마셰프 / 둠 역
- 레지 E. 캐시 - 프랭클린 스톰 역
- 팀 블레이크 넬슨 - 하비 엘더 역

## 평가
영화는 상당히 부정적인 평가를 받으며 시나리오, 캐스팅, 설정이 부족하다는 평가가 지배적이다. 굳이 표현하자면 고무닦이라는 악평같은 칭호를 터득했으며 또한 감독인 조시 트랭크또한 "나는 이것보다 더 큰 판타스틱한 시나리오가 있었다"라는 트위터 게시글인 것도 비난을 받고 있다.
2015년판 판타스틱 포 실사영화가 개봉하기도 전부터도 지적이 있는데 이게 사실이라면 감독 조시 트랭크에게 대참사에 대한 책임이 있는 걸로 보인다. 링크에 적힌 글의 내용을 요약하자면 판타스틱 포 촬영 당시 감독이 각종 안하무인 행동을 했고 "나는 판타스틱 포 따위 안 만든다. 나는 나만의 큰 비전을 가지고 있고 이 영화(판타스틱 포)를 크로니클의 연장선으로 그릴 것이다." 라고 했다는 내용이 된다. 판타스틱 포라는 이름을 걸고 그걸 찍으면서 하는 말이라고는 생각할 수도 없는 발언.
20세기 폭스가 촬영 들어가기 며칠 전에 3개의 큰 액션 장면을 빼버리고 나중에는 편집도 자기 마음대로 해버린 데다 제작비까지 삭감했다는 뉴스가 나오면서 폭스가 영화를 살리기 위해서 그런거다라는 사람들과 감독이나 폭스나 똑같다라는 사람들이 서로 싸웠다고 한다.
그리고 작품 외적인 얘기로 이 영화에서 리드 리처즈 역을 맡은 마일스 텔러가 위플래쉬 감독에 의해 위플래시 차기작에서 해고 당했다. 참고로 위플래시 감독의 차기작에는 마일스 텔러 대신 라이언 고슬링이 뽑혔다.

## 박스오피스
본작에 투용된 순 제작비는 1억 2천만 달러이다. 그리고 박스오피스닷컴에 따르면 마케팅이나 인건비 등 개봉하기까지 들어간 부가적인 비용까지 포함한 총 제작 예산은 약 1억 7500만 달러이다. 영화가 손해를 보지 않는 손익분기점은 제작비의 2배이므로 순수한 제작비를 기준으로 하면 본작의 경우엔 2억 4천만 달러이나 그것만으로는 본전을 회수했다고 보기 어렵다. 전 세계에서 상영하기까지 든 막대한 비용을 생각했을 때 최소 전 세계에서 3억 5천만 달러를 벌어야 본전치기를 했다고 볼 수 있다[42]. 그런데 위 항목을 보면 알 수 있듯이 여기저기서 혹평이 재난급으로 쏟아지는 관계로 흥행 성공은 이미 한참 전에 물 건너갔다. 실제로 개봉 첫 주에 북미와 해외에서 벌어들인 금액이 1억 달러에 채 미치지 못했다.